# Prostitution en Estonie
La prostitution en Estonie est légale, mais la prostitution organisée est illégale.  

## Période post-soviétique
En 1998, la police a enregistré plus de 268 femmes effectuant des services sexuels contre de l’argent dans des foyers et des hôtels.
La prostitution est légale en Estonie, mais le proxénétisme est interdit. La prostitution forcée et les autres activités abusives qui entourent le commerce du sexe sont également interdites. L'ONUSIDA estime qu'il y a environ 1 000 prostituées dans le pays.

## Trafic sexuel
L'Estonie est un pays d'origine, de transit et de destination pour les femmes et les filles victimes de trafic sexuel. Les femmes et les enfants estoniens sont victimes de trafic sexuel en Estonie et dans d'autres pays européens. Les résidents apatrides en Estonie sont particulièrement vulnérables à la traite d'êtres humains. Les ressortissants vietnamiens victimes d'exploitation sexuelle transitent par l'Estonie avant leur entrée dans d'autres pays de l'UE.
Le Bureau de surveillance et de lutte contre la traite des personnes du département d'État des États-Unis classe l'Estonie parmi les pays du « niveau 1 ».